# Neosisyphus penicillatus
Neosisyphus penicillatus är en skalbaggsart som beskrevs av Edgar von Harold 1880. Neosisyphus penicillatus ingår i släktet Neosisyphus och familjen bladhorningar. Inga underarter finns listade i Catalogue of Life.